# Перегонный (Ишимбай)
Перегонный — микрорайон города Ишимбая, расположенный в его юго-западной части, на правом берегу реки Белой.

## История
Возникновению обязан открытию в 1932 году у деревни Ишимбаево нефтяного месторождения и отстройки недалеко от первой нефтяной вышки первой колонны по перегонке нефти (отсюда и название микрорайона).

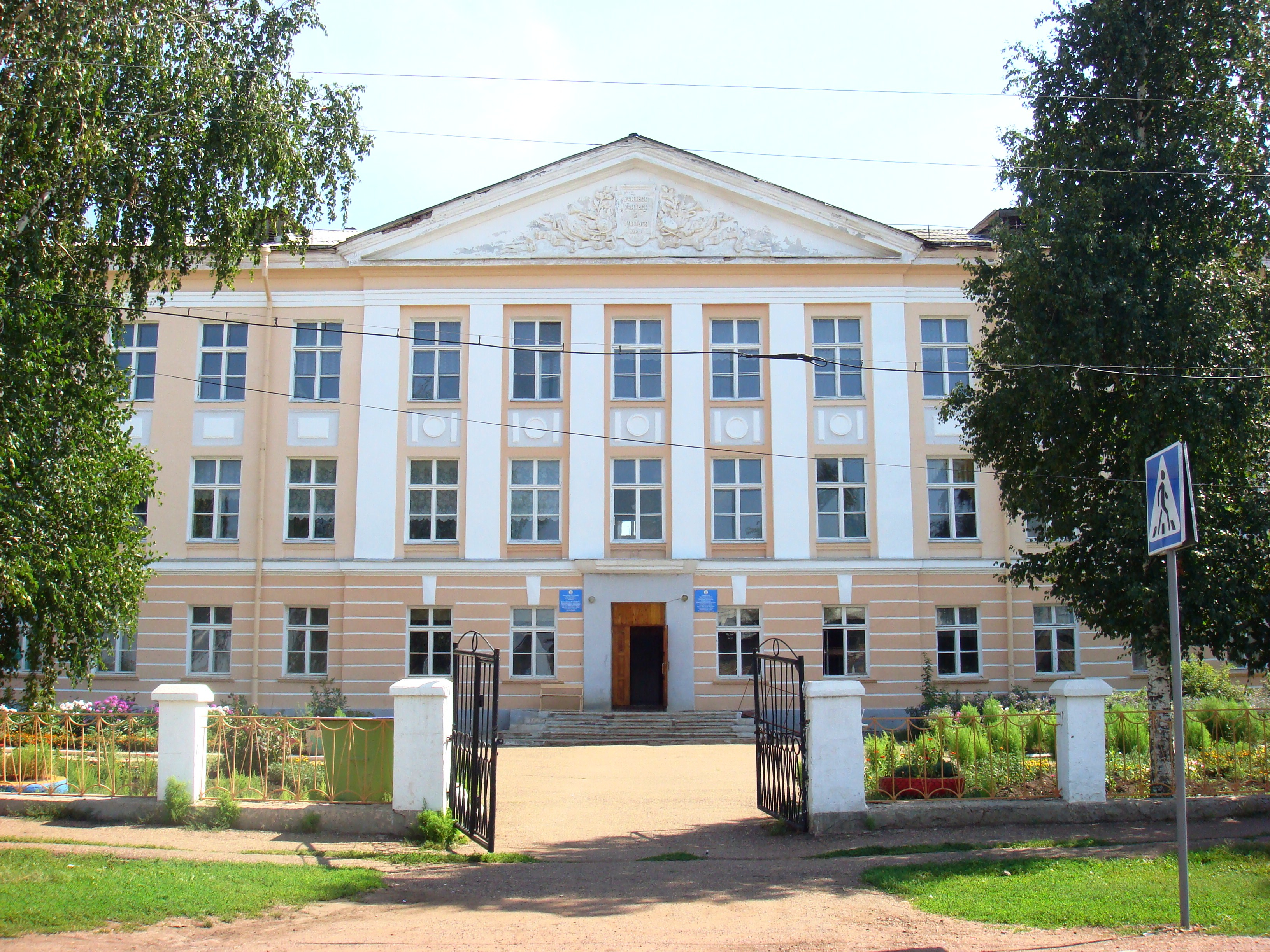
Школа №5

В 1936 году здесь был построен Ишимбайский нефтеперегонный завод — первое предприятие нефтепереработки Башкирии. Вокруг месторождения и небольшого нефтеперерабатывающего завода было построено жильё для рабочих, сохранялись бараки.
В 1959 году в микрорайоне открылся новый клуб нефтепереработчиков.
Недалеко от Перегонного находится мемориальный комплекс «Вышка-бабушка», памятник легендарной скважине № 702, давшей первый нефтяной фонтан на Урале.
В 2011 году решением Ишимбайского горсовета на территории микрорайона определены границы для осуществления территориального общественного самоуправления.
В настоящее время Перегонный — перспективный микрорайон города для застройки индивидуального жилья.

## Транспорт
- Городской автобусный маршрут № 1 «Автовокзал — микрорайон Перегонный»

## Улицы
Улицы Перегонного:
- улица 65 лет Победы
- Авиационная улица
- улица Белинского
- улица Володи Дубинина
- улица Гареева
- улица Глинки
- Дорожная улица
- Заводская улица
- улица Жуковского
- улица Куйбышева
- улица Лобачевского
- улица Островского
- улица Павлика Морозова
- Прибельская улица
- улица Пугачёва
- Улица Салавата Янсапова
- улица Тельмана
- Тепличная улица
- улица Танкистов
- улица Федосеева
- Улица Якуба Кулмыя

## Память
15 сентября 2006 года на территории школы № 5 был открыт мемориал, посвящённый участникам Великой Отечественной войны — жителям микрорайона Перегонного.

## Прочее
Судебный участок № 4 по г. Ишимбаю и Ишимбайскому району Республики Башкортостан